# Casanova Brown

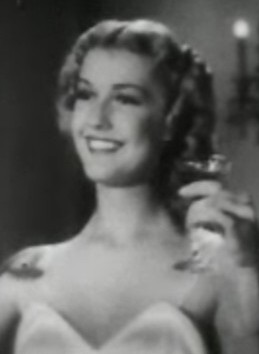
Anita Louise estreou no cinema aos sete anos de idade. Nos anos 1930 era vista como uma das mais lindas e bem vestidas estrelas das telas e foi a campeã de votos em um concurso que escolheu a atriz mais bonita de Hollywood. Da década de 1950 em diante dedicou-se principalmente à televisão. Faleceu em 1970.

Casanova Brown (Brasil: Casanova Júnior / Portugal: O Moderno Casanova) é um filme estadunidense de 1944, do gênero comédia, dirigido por Sam Wood e estrelado por Gary Cooper e Teresa Wright.

## A produção
Casanova Brown é o primeiro filme da International Pictures, nova e poderosa produtora independente, fundada por William Goetz e por Leo Spitz, ex-presidente corporativo da RKO Radio Pictures.
O roteiro de Nunnally Johnson baseia-se na peça Little Accident, sucesso na Broadway em 1928. Esta peça, de autoria de Floyd Dell e Thomas Mitchell, já havia sido filmada pela Universal Pictures em 1930 e 1939.
A Academia distinguiu a produção com três indicações ao Oscar.
A crítica não tem sido muito generosa com o filme. Para Leonard Maltin, os astros obscurecem o material; os autores de The RKO Story dizem que a maior parte do humor vem do homem que "interpretou o Virginiano, Wild Bill Hickok e o Sargento York" e agora "limpa fraldas, faz palhaçadas e se comporta de modo mais infantil que o bebê [seu filho na história]"; e para o AllMovie, o início sinaliza uma maravilhosa e divertida comédia romântica, mas o filme tropeça em uma pedra no meio do caminho—e perde o rumo.

## Sinopse
Cass Brown vai casar-se pela segunda vez, agora com Madge, quando descobre que sua primeira esposa, Isabel, deu à luz um bebê e pretende entregá-lo para adoção. Cass, então, rapta o filho e passa a cuidar dele em um hotel vagabundo. O que ele não sabe, no entanto, é que Isabel ainda o ama e que essa história de desistir da criança é apenas parte de um plano para reconquistá-lo.

## Premiações
| Prêmio | Categoria                                                                          | Situação |
| ------ | ---------------------------------------------------------------------------------- | -------- |
| Oscar  | Melhor Direção de Arte (Preto e Branco) Melhor Trilha Sonora Melhor Mixagem de Som | Indicado |

## Elenco
| Ator/Atriz        | Personagem                       |
| ----------------- | -------------------------------- |
| Gary Cooper       | Casanova 'Cass' Brown            |
| Teresa Wright     | Isabel Drury                     |
| Frank Morgan      | Senhor Ferris                    |
| Anita Louise      | Madge Ferris                     |
| Edmond Breon      | Senhor Drury                     |
| Patricia Collinge | Senhora Drury                    |
| Jill Esmond       | Doutora Zernerke                 |
| Mary Treen        | Monica Case                      |
| Emory Parnell     | Frank                            |
| Isobel Elsom      | Senhora Ferris                   |
| Halliwell Hobbes  | Charles, o mordomo               |
| Charles Cane      | Hicks                            |
| Larry Joe Olsen   | Junior                           |
| Irving Bacon      | Gerente do hotel                 |
| Dorothy Tree      | Enfermeira Clark                 |
| Anna Luther       | Mulher na janela (não-creditada) |
| Grace Cunard      | Mulher na janela (não-creditada) |
| Lane Chandler     | Enfermeiro (não-creditado)       |

## Bibliogrfafia
- JEWELL, Richard B. e HARBIN, Vernon, The RKO Story, terceira impressão, Londres: Octopus Books, 1984 (em inglês)